# انحلال خلوي

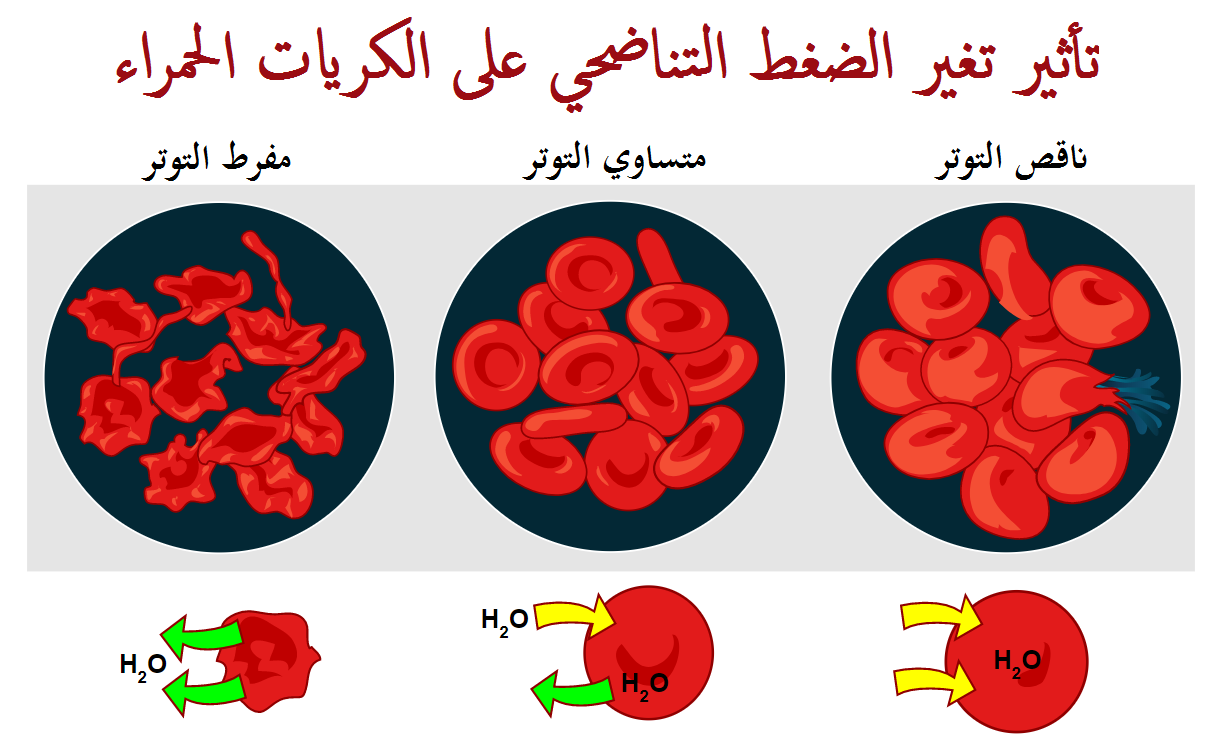
حلايا دموية في سائل عند ضغوط أسموزية مختلفة. قد يحدث انفجار خلية في الصورة اليمنى.

صور بالمجهر تبلن الضغط الأسموزي لخلايا الدم الحمراء.

يحدث تحلل الخلايا  (بالإنجليزية: Cytolysis) أو التحلل الأسموزي عندما تنفجر خلية بسبب عدم توازن الضغط الأسموزي فيها مما يجعل الماء يدخل الخلية بكثرة. وهذا يحدث في وسط عالي الضغط حيث ينتقل الماء إلى داخل الخلية عن طريق التناضح فيزداد حجمها إلى درجة لا يتحملها غشاء الخلية فتنفجر.
وجود جدار خلوي يمنع حدوث انفجار في الغشاء الخلوي، ولهذا فيمكن حدوث التحلل الخلوي في الحيوان وفي وفي الكائنات الأولية، حيث أن ليس لها جدار خلوي، مثل النبات.

## في الثدييات
التحلل الاسموزي يكون غالبا بسبب سكتة دماغية حيث ينشأ في الخلية عدم توازن في عملية التمثيل الغذائي وطرد النفايات منها. عندما يحدث اختلال في تلك الوظيفة يتكاثر دخول السوائل من الخارج الخلية إلى داخلها فتنتفخ.

## في البكتيريا
التحلل الاسموزي قد يحدث عند تعرض خلايا البكتيريا في محاليل مضاف إليها إنزيم محلل lysozyme يعمل على قطع جدار الخلية.

## منع التحلل الخلوي
لبعض الخلايا وبعض الكائنات الدقيقة آليات مختلفة لمنع حدوث التحلل الخلوي. فمثلا الكائن الأولي المسمى براميسيوم يستخدم فجوة منقبضة تعمل سريعا على ضخ الماء الزائد خارج الخلية وعلى منع تراكم الماء داخلها لكي تمنع حدوث التحلل الخلوي.
وعلاوة على ذلك، فإن تلك الطلائعيات لها أغشية خلوية أقل نفاذية للماء بالمقارنة بما لدى حيوانات أخرى.
بعض الكائنات الأخرى تضخ محاليل خارج السيتوبلازم مما يجعل تركيز المحلول قريبا من التركيز في الوسط وبذلك يقلل من دخول الماء إلى الخلية، وهذا يمنع انتفاخ وتحلل الخلية. فإذا استطاعت خلية ضخ كمية محلول خارجها بحيث يتساوى الضغط الاسموزي داخل وخارج الخلية فإن الماء لا يستطيع التزايد فيها.

## اقرأ أيضا
- تمزق خلية
- ينحل (بيولوجيا)
- ضغط اسموزي
- بيرفورين
- غرانزيم
- خلية تي قاتلة
- جبلة كرية